# Стомпоркув
Стомпо́ркув (пол. Stąporków) — місто в південно-центральній Польщі.
Належить до Конецького повіту Свентокшиського воєводства.

## Демографія
Демографічна структура станом на 31 березня 2011 року:
|          | Загалом | Допрацездатний вік | Працездатний вік | Постпрацездатний вік |
| -------- | ------- | ------------------ | ---------------- | -------------------- |
| Чоловіки | 2967    | 537                | 2143             | 287                  |
| Жінки    | 3175    | 495                | 1960             | 720                  |
| Разом    | 6142    | 1032               | 4103             | 1007                 |